# Стрибки у воду на літніх Олімпійських іграх 2004
Змагання зі стрибків у воду на літніх Олімпійських іграх 2004 в Афінах тривали з 20 до 28 серпня в Олімпійському центрі водних видів спорту (з 14 до 16 серпня для синхронних дисциплін). Розіграно 8 комплектів нагород. Змагалися 129 стрибунів і стрибунок у воду з 30-ти країн.

## Медальний залік

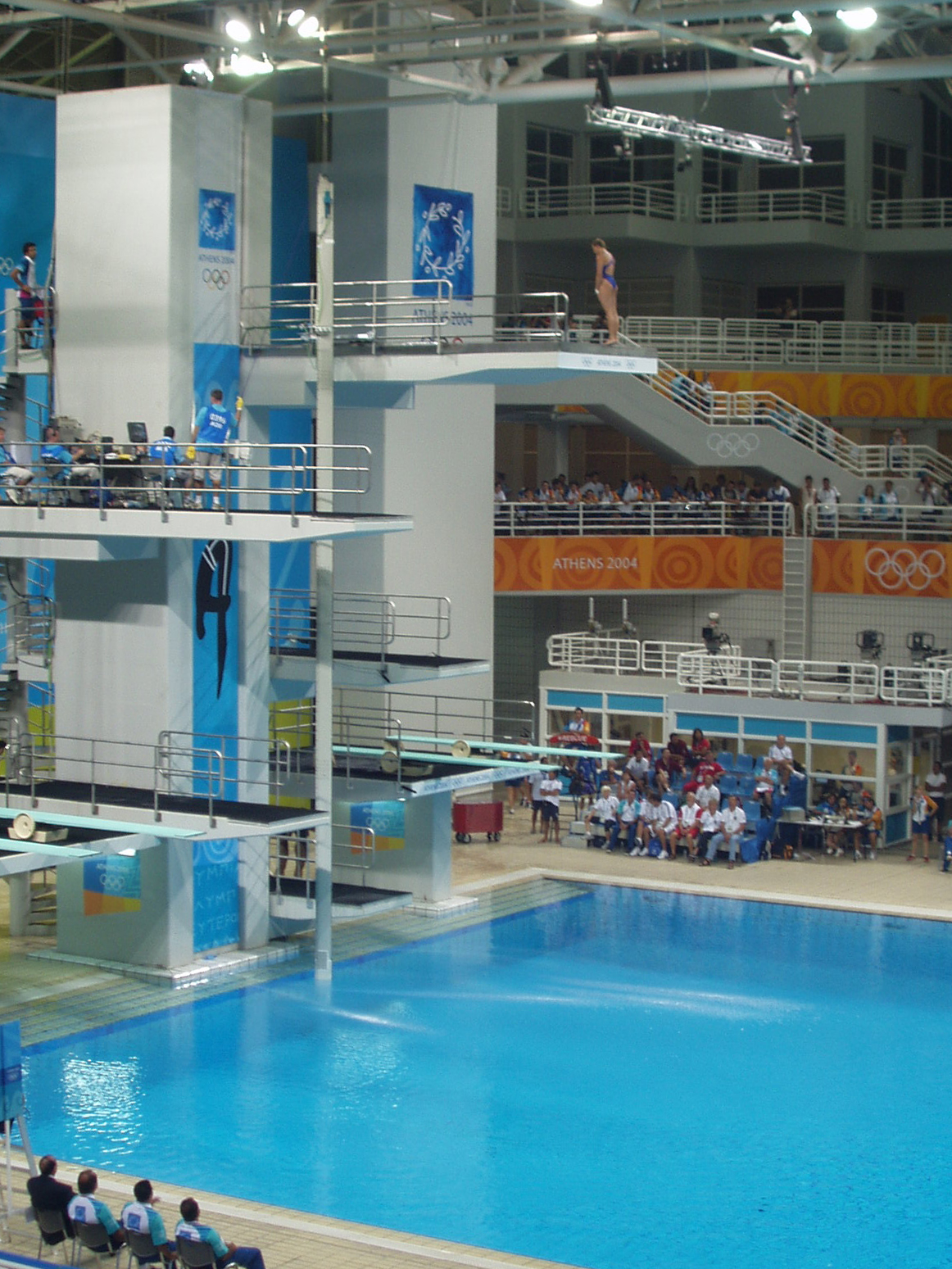
Вишки для стрибків у воду в Олімпійському центрі водних видів спорту під час літніх Олімпійських ігор 2004.

### Чоловіки
| Дисципліна               | Золото                                 | Срібло                                  | Бронза                                |
| ------------------------ | -------------------------------------- | --------------------------------------- | ------------------------------------- |
| трамплін, 3 м            | Пен Бо (CHN)                           | Александр Деспаті (CAN)                 | Дмитро Саутін (RUS)                   |
| вишка, 10 м              | Ху Цзя (CHN)                           | Метью Гелм (AUS)                        | Тянь Лян (CHN)                        |
| синхронний трамплін, 3 м | Томас Біміс і Ніколаос Сіранідіс (GRE) | Тобіас Шелленберґ і Андреас Вельс (GER) | Стівен Барнетт і Роберт Ньюбері (AUS) |
| синхронна вишка, 10 м    | Тянь Лян і Ян Цзінхуей (CHN)           | Пітер Вотерфілд і Леон Тейлор (GBR)     | Метью Гелм і Роберт Ньюбері (AUS)     |

### Жінки
| Дисципліна               | Золото                       | Срібло                                   | Бронза                              |
| ------------------------ | ---------------------------- | ---------------------------------------- | ----------------------------------- |
| трамплін, 3 м            | Го Цзінцзін (CHN)            | У Мінься (CHN)                           | Юлія Пахаліна (RUS)                 |
| вишка, 10 м              | Шантель Мічелл (AUS)         | Лао Ліши (CHN)                           | Лауді Туркі (AUS)                   |
| синхронний трамплін, 3 м | У Мінься і Го Цзінцзін (CHN) | Віра Ільїна і Юлія Пахаліна (RUS)        | Ірина Лашко і Шантель Ньюбері (AUS) |
| синхронна вишка, 10 м    | Лао Ліши і Лі Тін (CHN)      | Наталія Гончарова і Юлія Колтунова (RUS) | Блайт Гартлі і Емілі Гейманс (CAN)  |

## Таблиця медалей
| Місце               | Країна                | Золото | Срібло | Бронза | Загалом |
| ------------------- | --------------------- | ------ | ------ | ------ | ------- |
| 1                   | Китай (CHN)           | 6      | 2      | 1      | 9       |
| 2                   | Австралія (AUS)       | 1      | 1      | 4      | 6       |
| 3                   | Греція (GRE)          | 1      | 0      | 0      | 1       |
| 4                   | Росія (RUS)           | 0      | 2      | 2      | 4       |
| 5                   | Канада (CAN)          | 0      | 1      | 1      | 2       |
| 6                   | Велика Британія (GBR) | 0      | 1      | 0      | 1       |
| 6                   | Німеччина (GER)       | 0      | 1      | 0      | 1       |
| Загалом (7 збірних) | Загалом (7 збірних)   | 8      | 8      | 8      | 24      |

## Країни-учасниці
Список країн, чиї спортсмени взяли участь в Іграх. У дужках - кількість учасників від кожної країни.
- Австралія  (7)
- Австрія  (2)
- Білорусь  (3)
- Бермуди  (1)
- Бразилія  (3)
- Канада  (6)
- Китай  (10)
- Колумбія  (1)
- Куба  (6)
- Фінляндія  (2)
- Франція  (1)
- Німеччина  (10)
- Велика Британія  (7)
- Греція  (8)
- Угорщина  (3)
- Італія  (6)
- Японія  (2)
- Малайзія  (3)
- Мексика  (5)
- Північна Корея  (3)
- Пуерто-Рико  (1)
- Румунія  (1)
- Росія  (9)
- ПАР  (1)
- Іспанія  (4)
- Швеція  (1)
- Швейцарія  (1)
- Україна  (8)
- США  (10)
- Венесуела  (1)